# Хасэгава, Ходзуми
Ходзуми Хасэгава (яп. 長谷川 穂積 Хасэгава Ходзуми, род. 16 декабря 1980 в Нисиваки) — японский боксёр-профессионал, выступавший в легчайшей (Bantamweight) весовой категории. Чемпион мира по версии WBC. Дважды побеждал Вирпула Сахапрома. Наилучшая позиция в мировом рейтинге: 1-й.
Он является первым японским боксером, завоевавшим титулы чемпиона мира в трёх весовых категориях, по версии WBC в легчайшем весе 2005 по 2010 год, титул чемпиона мира по версии WBC в полулегком весе с 2010 по 2011 год и титул чемпиона мира по версии WBC во втором легчайшем весе в 2016 году.
Он получил награды MVP от Японской боксерской комиссии в 2005, 2006, 2008 и 2009 годах за защиту своего титула и является первым японским боксером, который защитил титул чемпиона мира в легчайшем весе более четырех раз.

## Профессиональная карьера
Был вторым из пяти детей в городе Нисиваки, Хего. Хасэгава дебютировал на профессиональном поприще в 1999 году. Несмотря на то, что он проиграл два четырехраундовых боя решением решением судей, в 2003 году он победил Джесси Мака решением судей в 12 раундах и выиграл титул чемпиона OPBF в легчайшем весе, который он защищал трижды, прежде чем вернуть пояс 20 декабря 2004 года.

### Легчайший вес
16 апреля 2005 года он сразился с давним чемпионом Вирапхолом Сахапромом в Ниппон Будокан. Сахапром защищал титул чемпиона мира по версии WBC в легчайшем весе против десяти претендентов в течение шести лет и не проигрывал почти десять лет. Поединок завершился решением судей, которые отдали победу Хасэгаве со счетом 3:0, положив конец долгому господству Сахапрома в легчайшем весе.
Хасэгава впервые защитил свой титул 25 сентября 2005 года на арене Йокогама. Изначально планировалось, что Хасэгава сразится с ведущим по версии WBC соперником Диего Моралесом. Однако Моралес отказался от боя из-за травмы, и соперник, стал Джеральдо Мартинес. Хасэгава быстро вышел вперед в схватке, дважды нокаутировав Мартинеса во 2-м раунде и один раз в 3-м раунде. Хасэгава нокаутировал Мартинеса еще два раза в 7-м раунде, что побудило рефери остановить бой. Хасэгава отметил свою первую защиту титула, одержав победу техническим нокаутом. Это был также день годовщины его свадьбы.
25 марта 2006 года Хасэгава вернулся на бой в свой родной город, Кобе, впервые после того, как стал чемпионом мира. Соперником Хасэгавы для его второй защиты титула снова стал Вирапхол Сахапром, который одержал пять побед подряд и стал лучшим претендентом на титул WBC после проигрыша Хасэгаве год назад. Хасэгава почти нокаутировал Сахапрома мощным апперкотом слева в 6-м раунде. Сахапром отбивался в 7-м и 8-м раундах, нанося удары по корпусу, но Хасэгава нанес потрясающий правый хук всего через десять секунд после начала 9-го раунда и нокаутировал Сахапрома. Поскольку в июне 2006 года Хасэгава получил перелом левой грудины, запланированная защита на 15 июля была отложена.
Третья защита титула состоялась 13 ноября 2006 года в Ниппон Будокан, где Хасегава впервые выиграл титул. Претендентом стал мексиканский боец Дженаро Гарсия, занявший 1-е место в рейтинге WBC. В 4-м раунде Хасэгава нокаутировал Гарсию левым апперкотом, но Гарсия продемонстрировал удивительную стойкость, нанеся мощные удары по корпусу в средних раундах. Хасэгава получил легкое рассечение в 7-м раунде, которое усугубилось ударом головой Гарсии в 8-м раунде. Хасэгаве удалось снова сбить Гарсию с ног в 8-м раунде, хотя его собственное лицо было залито кровью, а его глаз был практически закрыт из-за гематомы. Хасэгава продемонстрировал умение защищаться до конца 12-го раунда и победил единогласным решением судей со счетом 3: 0.
3 мая 2007 года Хасэгава сразился с непобежденным соперником Симпиве Ветьека из Южной Африки в четвертой защите своего титула. О претенденте, Ветьеке, было известно очень мало, за исключением того, что он имел непобежденный рекорд (16-0-0) и пять раз защищал титул чемпиона Южной Африки в легчайшем весе, выиграв четыре из этих боев нокаутом. Хасэгава выиграл свою четвертую защиту единогласным решением судей.
10 января 2008 года Хасэгава защитил свой титул в пятый раз, одержав единогласным решением судей победу в 12 раундах над топ-претендентом WBC Симоне Малудротту. Несмотря на то, что в начале боя Хасэгава получил рассечение над правым глазом, он одержал победу единогласным решением судей. Он стал первым японским боксером, защитившим титул чемпиона мира в легчайшем весе более четырех раз.
Он снова защитил его в шестой раз, победив венесуэльца Кристиана Фаччо техническим нокаутом во втором раунде 12 июня 2008 года.
Хасэгава дрался 16 октября 2008 года и защитил свой титул в 7-й раз, встретившись с мексиканским бойцом Алехандро Вальдесом. Хасэгава выиграл бой техническим нокаутом во втором раунде.
12 марта 2009 года, защищая свой титул восьмой раз, он одержал победу над Вуси Малингу в первом раунде.
14 июля 2009 года он снова защитил его в девятый раз, победив Нестора Роча из США техническим нокаутом в первом раунде.
Он защитил свой титул в десятый раз, нокаутировав Альваро Переса 12 декабря 2009 года.

### Конец титульного боя
30 апреля 2010 года Хасэгава бросил вызов чемпиону WBO Фернандо Монтьелю из Мексики. В этом поединке Хасэгава выиграл первые три раунда, но в четвертом раунде Монтьель нанес удар по Хасэгаве. Рефери объявил конец, и это было первое поражение Хасэгавы нокаутом. Помимо поражения за титул, Хасэгава также получил перелом челюсти. Травма была вызвана не шквалом атак Монтьеля в 4-м раунде, а ударом, который Хасэгава получил в первом раунде.

### Полулёгкий вес
После боя с Монтьелем Хасэгава поднялся на две весовые категории и 26 ноября 2010 года сразился с Хуаном Карлосом Бургосом за вакантную корону WBC в полулегком весе и выиграл чемпионат WBC в полулегком весе. Хасэгава был номинирован на награду Возвращение года Best of 2010 awards по версии WBC, но в конце концов получил награду за самый драматичный бой года за матч против Фернандо Монтьеля.
После того как Хасэгава проиграл Джонни Гонсалесу 8 апреле 2011 года, в ноябре 2011 года она нанял нового тренера, Фрэнки Лайлса, в дополнение к своему давнему тренеру Ямасите и интенсивно тренировался с ними.
17 декабря 2011 года Хасэгава должен был сразиться с мексиканцем Карлосом Фелипе Феликсм в полулегком весе, однако из-за сломанного правого ребра, которое он сломал во время тренировки, бой пришлось отложить до 6 апреля 2012 года. В итоге, вернувшись на ринг после двенадцатимесячного перерыва, он одержал победу над мексиканцем в седьмом раунде.

### Второй легчайший вес
В октябре 2012 года было объявлено, что Хасэгава перейдет во второй легчайший вес в своем следующем бою в декабре. 22 декабря 2012 года в Кобе он победил единогласным решением судей Артуро Сантоса Рейеса. Хасэгава сказал, что ему потребовалось два года после победы в полулегком весе, чтобы вернуть себе прежний стиль. Он страдал от отсутствия мотивации продолжать борьбу в течение двух лет после смерти его любимой матери и трагедии после землетрясения Тохоку 2011 года и цунами, обрушившихся на Японию.
12 августа 2013 года в Токио он встретился с Хенаро Камарго. Хасэгава победил техническим нокаутом в первом раунде.
3 апреля 2014 года в Осаке Хасэгава боролся за титул чемпиона МБФ во втором легчайшем весе против действующего чемпиона Кико Мартинеса. Хасэгава проиграл бой в седьмом раунде дважды побывал в нокдауне.
После боя с Мартинесом многие призывали Хасэгаву уйти в отставку, так как казалось, что он уже не тот боец, которым был раньше. Однако Хасэгава вернулся на ринг 9 мая 2015 года в Кобе против непобежденного мексиканца Орасио Гарсиа. Он легко выиграл бой в 10 раунде (UD10).
15 сентября 2016 года Хасэгава победил Уго Руиса техническим нокаутом и стал чемпионом WBC во втором легчайшем весе. Позже в том же году, 9 декабря, Хасэгава объявил о своем уходе из бокса.